# Liam Robbins
Liam Robbins (Davenport, Iowa, 12 de julio de 1999) es un baloncestista estadounidense que se encuentra sin equipo. Con 1,91 metros de estatura, juega en la posición de base.

## Trayectoria deportiva

### Universidad
Jugó dos temporadas con los Bulldogs de la Universidad Drake, en las que promedió 9,4 puntos, 5,0 rebotes y 2,1 tapones por partido. En su segunda temporada con los Bulldogs batió el récord de la universidad de tapones en una temporada, al colocar 99, y fue incluido en el segundo mejor quinteto de la Missouri Valley Conference y en el mejor quinteto defensivo.
Para su temporada júnior fue transferido a los Golden Gophers de la  Universidad de Minnesota, donde ayudaría a remplazar la baja de Daniel Oturu, que dejó el equipo para iniciar su carrera profesional. Jugó una temporada, en la que promedió 11,7 puntos, 6,6 rebotes y 2,7 tapones por partido, liderando la Big Ten Conference en esta última categoría.
En 221 fue transferido a los Commodores de la Universidad de Vanderbilt, donde disputó dos temporadas más, promediando 12,0 puntos, 5,8 rebotes y 2,7 tapones por encuentro, siendo elegido en la segunda de ellas jugador defensivo del año de la Southeastern Conference.

#### Estadísticas
| Año     | Equipo     | PJ  | PT | MPP  | %TC  | %3P  | %TL  | RPP | APP | ROB | TPP | PPP   |
| ------- | ---------- | --- | -- | ---- | ---- | ---- | ---- | --- | --- | --- | --- | ----- |
| 2018–19 | Drake      | 31  | 2  | 11.3 | .442 | .231 | .595 | 2.7 | .5  | .3  | 1.1 | 4.1   |
| 2019–20 | Drake      | 34  | 34 | 27.1 | .499 | .244 | .694 | 7.1 | .8  | .6  | 2.9 | 14.1  |
| 2020–21 | Minnesota  | 23  | 22 | 24.7 | .441 | .327 | .694 | 6.6 | 1.1 | .7  | 2.7 | 11.7  |
| 2021–22 | Vanderbilt | 15  | 10 | 18.3 | .435 | .286 | .606 | 4.0 | .67 | .4  | 2.0 | 6.8   |
| 2022–23 | Vanderbilt | 26  | 15 | 22.9 | .504 | .365 | .731 | 6.8 | 1.0 | .3  | 3.2 | 15.0  |
| Total   | Total      | 129 | 83 | 20.9 | .477 | .306 | .693 | 5.5 | .8  | .5  | 2.4 | 10.63 |

### Profesional
Tras no ser seleccionado en el draft de la NBA de 2023, firmó con los New Orleans Pelicans el 30 de septiembre de 2023, pero fue despedido el 12 de octubre. El 29 de octubre firmó con los Birmingham Squadron de la G League, pero antes de jugar para ellos sufrió una lesión que puso fin a la temporada el 12 de enero de 2024.
El 27 de agosto de 2024 firmó con los Milwaukee Bucks, y el 21 de octubre, los Bucks convirtieron su acuerdo en un contrato dual. El 27 de febrero de 2025, y tras 13 encuentros con el primer equipo, es cortado por los Bucks.

## Estadísticas de su carrera en la NBA

### Temporada regular
| Año     | Equipo    | PJ | PT | MPP | %TC  | %3P  | %TL  | RPP | APP | ROB | TPP | PPP |
| ------- | --------- | -- | -- | --- | ---- | ---- | ---- | --- | --- | --- | --- | --- |
| 2024-25 | Milwaukee | 13 | 0  | 4.4 | .250 | .000 | .500 | .9  | .2  | .2  | .2  | .7  |
| Total   | Total     | 13 | 0  | 4.4 | .250 | .000 | .500 | .9  | .2  | .2  | .2  | .7  |